# 北栄一郎
北 栄一郎（きた えいいちろう、1947年8月17日 - 2019年9月16日）は、日本の政治家。元石川県小松市長（2期）。石川県議会議員（1期）。

## 経歴
石川県小松市出身。1971年、東京大学法学部を卒業。同年自治省に入る。のち石川県企画開発部企画課長、総務部次長、企画開発部長、商工労働部長、参与を経て、1992年小松市長選挙に立候補し、現職を破り当選。1996年の市長選でも再選された。
1997年1月、日本海でロシアのタンカー「ナホトカ号」が座礁。大量の重油が沿岸に流出した（ナホトカ号重油流出事故）。この事故の最中、サイパンへ旅行に行っていたことが判明。しかも、休暇の理由が虚偽だったため、北は3月に市長を辞職。4月に出直し市長選となった。この選挙では石川県職員の西村徹も県庁を退職し、自民、新進、社民の各党の推薦を受け出馬した。選挙は北と西村、谷口尭郎の3人の争いとなり、西村が北に12,000票以上差をつけ当選した。
1998年の石川県議会議員小松市選挙区の補欠選挙に立候補したが落選。1999年の石川県議会議員選挙で当選した。2003年の県議選で落選。2007年、2011年、2015年の県議選に続けて立候補したが、いずれも落選した。また、2005年の市長選では現職の西村徹と新人の和田愼司の争いになり落選した。2013年の市長選でも立候補したが落選した。2019年に死去した。